# Транџамент
Транџамент, или како су се крајем 17. и почетком 18. века звали Капрарини шанчеви, је мањи потез иза Петроварадинске тврђаве према Сремској Каменици. Име му потиче од француске речи tranches што значи ров или земљана барикада. Служио је као војни полигон за обуку, масовно полагање заклетве, војнички вишебој и параде.
У историјским изворима спомиње се још 1692, а дуплиран је пред опсаду Петроварадина 1694. Временом оба појаса ровова су зарушена. Значај ове узвишице пред тврђавом уочио је принц Еуген Савојски, а по налогу фелдмаршала грофа Јохана Карафе изградио га је тадашњи командант Петроварадинске тврђаве гроф Силвије Енеас Капрара, по коме су и названи Капрарини шанчеви.
Име Транџамент је остало у народу као сећање на привремени војни логор аустријских трупа. У логору је животе изгубило 96 Руса којима је на овом месту подигнут споменик.